# Tywardreath and Par
Tywardreath and Par – gmina (civil parish) w Anglii, w Kornwalii. Leży 66 km na północny wschód od miasta Penzance i 345 km na zachód od Londynu.